# Vi mạch họ 7400

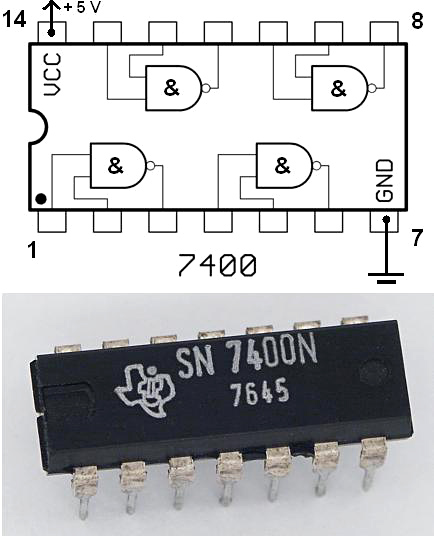
Vi mạch 7400, 4 cổng NAND đóng gói kiểu PDIP. Dòng mã loạt có: sản xuất năm (19)76, tuần 45

Họ 7400 hay 7400 series là họ mạch tích hợp transistor-transistor logic (TTL) phổ biến nhất của lớp mạch tích hợp TTL logic.
Texas Instruments phát triển họ này với số hiệu 74xx, với xx là 2 hoặc 3 chữ số. Nó nhanh chóng thay thế lớp diode-transistor logic (DTL), và đã được sử dụng để xây dựng các máy tính mini và mainframe hồi năm 1960 và 1970, và còn đứng vững đến ngày nay.

## Mô tả tóm tắt các phát triển
Nhiều thế hệ con cháu với tương thích chân nối từ gia đình gốc đã trở thành de facto các linh kiện điện tử tiêu chuẩn. Hơn thế nữa, các nhà sản xuất khác sử dụng ký hiệu thống nhất với 74xx để khẳng định tương thích này 
|         | Viết tắt | Ký hiệu                     | Mô tả                                                                          |
| ------- | -------- | --------------------------- | ------------------------------------------------------------------------------ |
| Bipolar | –        | Standard-TTL                | –                                                                              |
| Bipolar | L        | Low power                   | Cải tiến tiêu nguồn thấp; rất chậm; lỗi thời và thay thế bởi LS                |
| Bipolar | H        | High speed                  | Cải tiến tốc độ cao, lỗi thời, thay thế bởi S, dùng trong máy tính thế hệ 1970 |
| Bipolar | S        | Schottky                    | lỗi thời                                                                       |
| Bipolar | LS       | Low Power Schottky          |                                                                                |
| Bipolar | AS       | Advanced Schottky           |                                                                                |
| Bipolar | ALS      | Advanced Low Power Schottky |                                                                                |
| Bipolar | F        | Fast                        | Nhanh hơn S; sánh được với AS                                                  |
| CMOS    | C        | CMOS                        | Nguồn nuôi 5 - 15 V, tương tự họ 4000                                          |
| CMOS    | HC       | High speed CMOS             | Nguồn nuôi 2 - 6 V, tốc độ tương tự LS 12 ns,                                  |
| CMOS    | HCU      | High speed CMOS unbuffered  | Tương tự HC nhưng không có đệm                                                 |
| CMOS    | HCT      | High speed                  | Tương thích mức logic TTL, chỉ 5 Volt                                          |
| CMOS    | AC       | Advanced CMOS               |                                                                                |
| CMOS    | AHC      | Advanced High-Speed CMOS    | HC-Serie với tốc độ 3 lần                                                      |
| CMOS    | AHCT     | Advanced High-Speed CMOS    | HC-Serie nhanh tương thích mức logic TTL                                       |
| CMOS    | ALVC     | Low voltage                 | Nguồn nuôi thấp 1,65 - 3,3 V, thời gian chuyển 2 ns                            |
| CMOS    | AUC      | Low voltage                 | Nguồn nuôi thấp 0,8 - 2,7 V, thời gian chuyển nhỏ 1,9 ns bei 1,8 V             |
| CMOS    | FC       | Fast CMOS                   | So được với F                                                                  |
| CMOS    | LCX      |                             | Nguồn nuôi 3,3 V; chấp nhận nguồn 5 V                                          |
| CMOS    | LVC      | Low voltage                 | Nguồn nuôi 1,65 - 3,3 V; chấp nhận nguồn 5 V                                   |
| CMOS    | LVQ      | Low voltage                 | Nguồn nuôi 3,3 V                                                               |
| CMOS    | LVX      | Low voltage                 | Nguồn nuôi 3,3 V; chấp nhận nguồn 5 V                                          |
| CMOS    | VHC      | Very High Speed CMOS        | Tương tự 'S' trong CMOS                                                        |
| CMOS    | CBT      |                             | Họ CMOS nhanh dùng cho dải GHz; Nguồn nuôi 5,0 V                               |
| CMOS    | CBTLV    | Low voltage                 | Họ CMOS nhanh dùng cho dải GHz, Nguồn nuôi 3,3 V                               |
| CMOS    | G        | Super high speeds           | Dùng cho đến 1 GHz, Nguồn nuôi 1,65 - 3,3 V; chấp nhận nguồn 5 V               |
| BiCMOS  | BCT      | BiCMOS                      | Tương thích mức logic TTL, dùng làm đệm.                                       |
| BiCMOS  | ABT      | Advanced BiCMOS             | Tương thích mức logic TTL, nhanh hơn ACT và BCT                                |
| BiCMOS  | ALB      | Advanced BiCMOS             | Công nghệ BiCMOS nhanh, Nguồn nuôi 3,3 V; dùng làm đệm                         |
| BiCMOS  | ALVT     | Advanced BiCMOS Low voltage | Công nghệ BiCMOS nhanh, Nguồn nuôi 3,3 V; chấp nhận 5 V; dùng làm đệm          |
| BiCMOS  | LVT      | Advanced BiCMOS Low voltage | Công nghệ BiCMOS nhanh, Nguồn nuôi 3,3 V; chấp nhận 5 V; dùng làm đệm          |